# Kamienica przy ulicy Ariańskiej 4 w Krakowie
Kamienica przy ulicy Ariańskiej 4 – zabytkowa kamienica znajdująca się w Krakowie, w dzielnicy II przy ulicy Ariańskiej, na Wesołej.
Kamienica została wzniesiona w 1893 roku według projektu architekta Karola Janeckiego. W 1939 roku budynek został nadbudowany o trzecie piętro zgodnie z projektem Stanisława Mehla. W 1967 roku odbył się remont budynku.
29 września 1988 kamienica została wpisana do rejestru zabytków. Znajduje się także w gminnej ewidencji zabytków.